# 2013年威奇托恐怖攻擊計畫
2013年威奇托恐怖攻擊計畫是一起由擔任航空電子技術員的58歲男子Terry Lee Loewen策劃的攻擊事件，原先預計以自殺攻擊的方式在威奇托中陸機場引爆炸彈。警方研判Loewen可能於網路上閱讀極端伊斯蘭主義的內容後逐漸變得激進。